# Spathichlamys oblonga
Spathichlamys oblonga är en måreväxtart som beskrevs av Richard Neville Parker. Spathichlamys oblonga ingår i släktet Spathichlamys och familjen måreväxter. Inga underarter finns listade i Catalogue of Life.